# PowerBook Duo 250
A Macintosh PowerBook Duo 250 hordozható számítógépet az Apple fejlesztette, gyártotta és forgalmazta 1993. október 21. és 1994. május 1. között 7 hónapon keresztül. A Macintosh PowerBook Duo 250 a PowerBook számítógép-családba tartozott. A számítógépet szokás PBDuo250 vagy Duo250-ként említeni szóban és írásban is.

## Története
A PowerBook Duo 250 a Duo210-t váltotta, valódi újítást nem tartalmazott, csupán az eltelt év technikai fejlődését – 33 MHz-es Motorola 68030 processzor, 4 MB RAM, 200 MB RAM merevlemez, 9 hüvelykes képátlójú 640x400 85 dpi-s szürkeárnyalatos aktív mátrix LCD képernyő, Type II nikkel-fém-hidrid akkumulátor – vezette át a Duo-n az Apple. Ahogy a PB210, úgy a PB250 is a alsó kategóriás subnotebook volt az Apple kínálatában. A subnotebook (ultra könnyű laptop) a laptop méretnél kisebb, könnyebb hordozható gép, a redukált méretek miatt kevesebb tudással. Az Apple a sub méretből adódó tudásbeli hiányt dokkoló rendszerrel kínálta. Egyes dokkoló rendszerekbe a PBDuo becsúsztatható volt, más dokkoló rendszerek a gép hátlapjához csatlakoztak.

## Technikai leírás
A gép súlya 1,89 kg, magassága 3,56 cm, szélessége 27,69 cm és mélysége 21,59 cm volt. A gépet System 7.1 operációs rendszerrel szállította az Apple, a ROM mérete 1MB volt. A kijelző 9" active-matrix 16-level grayscale LCD volt 640 x 400 képpont felbontással. A Macintosh PowerBook Duo 250 számítógépet 33 MHz-es Motorola 68030 processzor vezérelte (L1 cache: 0.5K, L2 cache: nem volt). A PMMU feladatát a processzor látta el. Az FPU-t a csatlakoztatott Dock szolgálta. A gép bemutatásakor az alaplapon 4 MB (70ns) memóriát tartalmazott, maximálisan 24 MB kezelésére volt képes a gyári specifikáció szerint. A bővítéshez az egyetlen helybe (slot) 4-20 MB-os modulok egyikét lehetett betenni. Az adatokat a 200MB SCSI–buszos belső merevlemezre lehetett elmenteni. A számítógépnek egy nyomtató, portja volt. kimenet volt. A Macintosh PowerBook Duo 250 Duo, NiMH Type II akkumulátora maximum 25W teljesítményre volt képes.

### Technikai adatok táblázatban
A táblázat nem tartalmazza az összes műszaki paramétert. Az egyes modelleknél a bemutatáskor érvényes adatokat soroljuk fel, a későbbi frissítéseket nem. Az adatok az Apple adatlapjáról származnak, a hiányzó adatok – egyes gépeknél a kivezetés időpontja, az összes kijelző adat, üzemóra adat... – a Mactracker alkalmazásból valók.

| Gép nevebemutatva kivezetve                  | Méretmagasság szélesség mélység súly | Processzorprocesszor órajel, mag L1 és L2 cache PMMU FPU                  | Háttértármerevlemezkülső adathordozó | Eredeti operációs rendszer | Memóriaalap max. @sebességhely                                    | Kijelzőfizikai méret, legjobb felbontás                              | Tápmax. teljesítmény, akkumulátoros üzemidő (becslés) | Csatlakozók   |
| -------------------------------------------- | ------------------------------------ | ------------------------------------------------------------------------- | ------------------------------------ | -------------------------- | ----------------------------------------------------------------- | -------------------------------------------------------------------- | ----------------------------------------------------- | ------------- |
| PowerBook Duo 2501993 okt. 21. 1994. máj. 1. | 3,56 mm 27,69 mm 21,59 mm 1,89 kg    | Motorola 68030 @33 MHz L1:0.5K PMMU: integrálva FPU: Dockban (opcionális) | HD: 200MB (SCSI)                     | System 7.1 ROM: 1MB        | Alaplapon: 4 MB @70ns max: 4 MB – 24 MBegy hely: 4-20 MB-os modul | Alaplapon: 9" active-matrix 16-level grayscale LCD 640 x 400 képpont | Max: 25W, 1,04A 45,32 Wh, óra                         | * nyomtató: 1 |

## PowerBook számítógépek az időben
| PowerBook és iBook számítógépek idővonalon |
| --- |
| A grafikon adatai utoljára 2023. december 19-én frissültek. A szín sötétebb változata az egymást követő gépek megkülönböztetését szolgálja. A színek kezdete a bemutató időpontja, a forgalmazás több esetben is hónapokkal később kezdődött. Megeshet, hogy egy csík végét kitakarja egy másik csík eleje. Előfordul, hogy a gyártás befejezését követően még egy ideig forgalomban marad a Mac adott verziója. Az adatok forrása a Jegyzetekben található. |

## Érdekesség
- Nathaniel Serling alezredes (Denzel Washington) a Courage Under Fire (1996) című filmben levelet ír Powerbook Duo 250 számítógépen.